# چار مانپورا
چار مانپورا (به لاتین: Char Manpura) یک روستا در بنگلادش است که در استان باریسال و در ناحیه باریسال واقع شده است.